# إيرل باكن
إيرل باكن (بالإنجليزية: Earl Bakken) هو مهندس ومخترِع ورائد أعمال أمريكي، ولد في 10 يناير 1924 في منيابولس في الولايات المتحدة، وتوفي في 21 أكتوبر 2018 في Kona District, Hawaii ‏ في الولايات المتحدة.

## وصلات خارجية
- الموقع الرسمي